# Max Ernst
Max Ernst (Brühl, Alemania, el 2 de abril de 1891-París, Francia, el 1 de abril de 1976) fue un artista alemán nacionalizado francés considerado figura fundamental tanto en el movimiento dadá como en el surrealismo. A lo largo de su variada carrera artística, Ernst se caracterizó por ser un experimentador infatigable, utilizando una extraordinaria diversidad de técnicas, estilos y materiales. En todas sus obras buscaba los medios ideales para expresar, en dos o tres dimensiones, el mundo extradimensional de los sueños y la imaginación.

## Biografía
Nacido en Brühl, cerca de Colonia, en 1891, era hijo de Philip Ernst, maestro de sordos y pintor vocacional. Ingresó en 1909 en la Universidad de Bonn donde estudió filosofía, historia del arte, literatura y psiquiatría. De esta época datan sus primeras obras, cuya filiación expresionista revela la huella de su amistad con August Macke, miembro de El Jinete Azul. La famosa exposición del Sonderbund de 1912, que se celebró en Colonia, proporcionó a Ernst la ocasión de conocer directamente obras de Cézanne, Van Gogh, Gauguin, Munch y Picasso.
Se alistó en el ejército alemán durante la Primera Guerra Mundial. Cuando Ernst dejó el ejército ya había surgido en Suiza el movimiento dadá; atraído por la revolución dadaísta contra lo convencional, Ernst se instaló en Colonia y comenzó a trabajar en el collage.
En 1922 se trasladó a vivir a París, donde comenzó a pintar obras surrealistas en las que figuras humanas de gran solemnidad y criaturas fantásticas habitan espacios renacentistas realizados con detallada precisión (L'eléphant célèbes, 1921, Tate Gallery, Londres).
En 1925 inventó el frottage (que transfiere al papel o al lienzo la superficie de un objeto con la ayuda de un sombreado a lápiz); más tarde experimentó con el grattage (técnica por la que se raspan o graban los pigmentos ya secos sobre un lienzo o tabla de madera). Ernst fue encarcelado tras la invasión de Francia por los alemanes durante la Segunda Guerra Mundial; en la prisión trabajó en la decalcomanía, técnica para transferir al cristal o al metal pinturas realizadas sobre un papel especialmente preparado.
Recurrió luego al collage en tres novelas en imágenes: La Femme 100 têtes (La mujer 100 cabezas, 1929), Rêve d'une petite fille qui voulut entrer au Carmel (Sueño de una niña que quiso entrar en el Carmelo, 1930) y Une semaine de bonté ou les sept éléments capitaux (Una semana de bondad o los siete elementos capitales, 1934).
En 1930, debutó como actor en el cine con La edad de oro (L' Age d' Or), segunda película surrealista del director español Luis Buñuel, donde interpreta el papel del cruel jefe de los bandidos. La película causó un verdadero escándalo en Francia, y fue prohibida por más de cincuenta años. Sin embargo, Ernst siguió colaborando en otros filmes de corte surrealista en los siguientes años.
En 1939, después de haber tenido una relación sentimental con su alumna Leonora Carrington, sufrió arresto durante unas semanas en el inicio de la Segunda Guerra Mundial al ser considerado por las autoridades francesas «extranjero enemigo». Posteriormente, tras la ocupación nazi de Francia, fue detenido por la Gestapo aunque lograría escapar. Emigró en 1941 a Estados Unidos con la ayuda de Peggy Guggenheim, que se convertiría en su tercera esposa en 1942. 
En 1946 se casó con Dorothea Tanning en una doble boda junto con la pareja que conformaban Man Ray (fotógrafo) y Juliette Browner (bailarina y modelo). En 1953 Ernst y Tanning se fueron a vivir a Francia. A partir de entonces sus obras gozaron de una notable revalorización.

## Legado

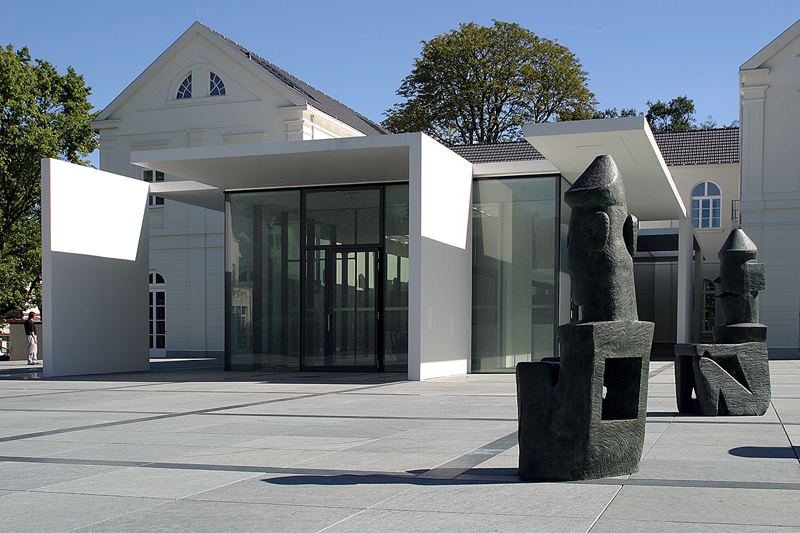
Museo Max Ernst.

Su obra tendría una gran influencia en multitud de artistas. Es el caso del historietista español Josep María Beà, quien durante su estancia en París en los años sesenta se dejó subyugar por obras como Una Semaine de bonté, la cual le «contagia la necesidad de usar el collage utilizando grabados extraídos de revistas del siglo XIX», como puede comprobarse en su serie fantástica Tales Of Peter Hypnos (1975-76).